# Maison 19 place Terre-au-Duc

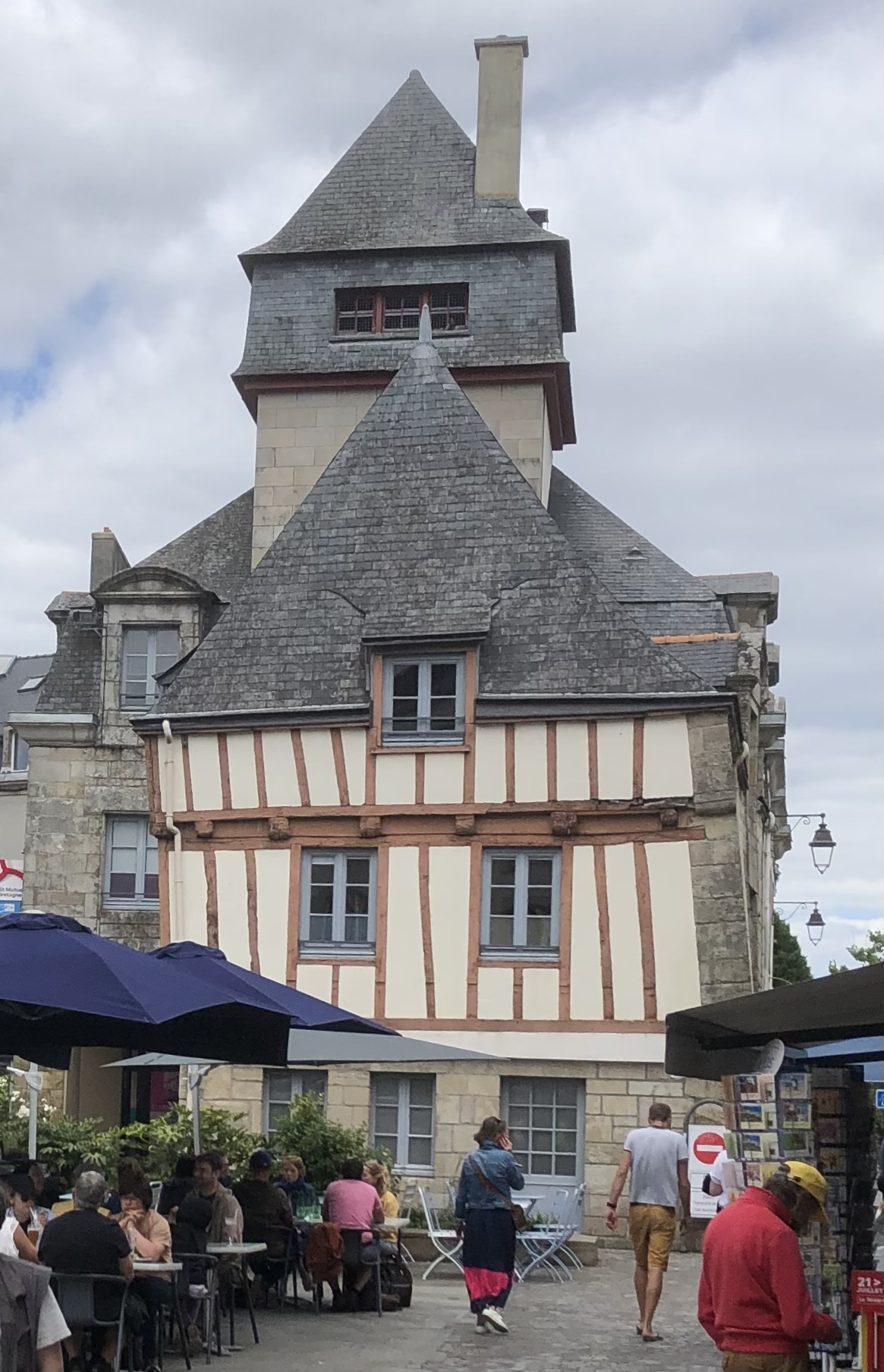
Südseite des Hauses 19 place Terre-au-Duc im Jahr 2022

Maison 19 place Terre-au-Duc ist ein denkmalgeschütztes Gebäude in Quimper in der Bretagne in Frankreich.
Es befindet sich im historischen Stadtzentrum von Quimper stadtbildprägend an der nordöstlichen Seite des Platzes Terre-au-Doc. Unmittelbar östlich des Gebäudes verläuft die Rue de la Herse, die am Westufer des Flusses Steïr liegt.
Der zweigeschossige Bau entstand im 17. Jahrhundert. Während die Fassade des Erdgeschosses in massiver Bauweise errichtet wurde, entstand das Obergeschoss als Fachwerkbau. Die Eintragung in die Liste der Monuments historiques in Quimper erfolgte am 22. Mai 1956 unter der Nummer PA00090375 mit dem Status Inscrit, wobei sich die Eintragung auf die Fassade und das Dach bezieht. Das Gebäude befindet sich in Privateigentum. 